# Улица Хлопина
Улица Хло́пина — улица в Калининском районе Санкт-Петербурга. Проходит от Политехнической до Гжатской улицы, являясь продолжением улицы Шателена. Названа в честь русского учёного Виталия Григорьевича Хлопина.

## Здания и сооружения
- Дом 8 — Российско-германский центр лазерных технологий при Политехническом университете[2].
- Дом 8а (1999) и дом 8, корпус 3 (2002—2005) — комплекс зданий Санкт-Петербургского Академического университета им. Ж. И. Алфёрова РАН. Архитекторы Д. Б. Седаков и В. М. Фрайфельд.

- Дом 11 — Межвузовская поликлиника № 76
- Дом 10 — жилые корпуса, общежитие и спортивный комплекс техникума олимпийского резерва, дом 10д — бассейн «Санкт-Петербургский центр плавания», дом 15 / Гжатская ул., дом 4 — учебный корпус техникума олимпийского резерва. Это учебное заведение было открыто в 1971 году под названием Ленинградская школа-интернат № 62 спортивного профиля. С 1990 года — Училище олимпийского резерва № 1, с 1997 года — Санкт-Петербургское училище олимпийского резерва № 1, с 2009 года —  Санкт-Петербургский колледж олимпийского резерва № 1, с 2011 года — Санкт-Петербургское училище олимпийского резерва № 1 (СПб УОР № 1). Среди выпускников этой школы немало чемпионов и призёров крупнейших международных спортивных состязаний. В Олимпийских играх с 1972 года приняло участие более 130 воспитанников колледжа, ими завоёвано более 70 олимпийский медалей, в том числе более 20 золотых.

## Транспорт
Движения общественного транспорта на улице нет, но по примыкающей к ней Политехнической улице ходят трамваи № 38, 40, 55 и 61, а также троллейбусы № 4, 13 и 21.

## Пересечения
- Политехническая улица
- Гжатская улица